# Vildsvinet
Vildsvinet (« sanglier » en danois) sont des montagnes russes en métal du parc BonbonLand, situé à Holme-Olstrup, au Danemark. Ce sont les premières montagnes russes du modèle Euro-Fighter, construit par Gerstlauer. À leur ouverture le 16 mai 2003, elles avaient le record de la chute la plus raide avec une première descente inclinée à 97 degrés.

## Parcours
Le parcours commence par un lift hill vertical et la descente inclinée à 97 degrés. Il y a ensuite un overbanked turn incliné à 115 degrés et un looping vertical.

## Trains

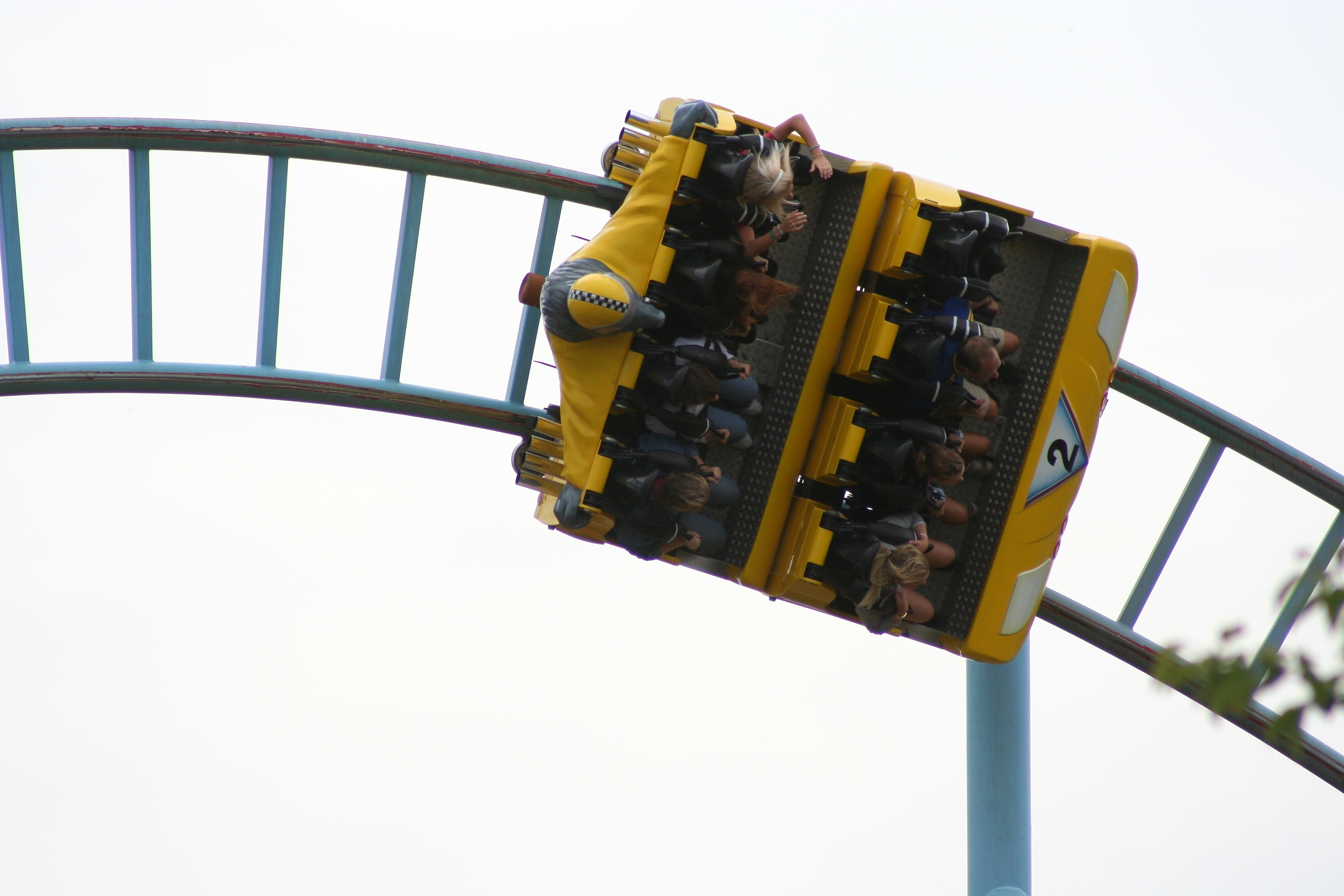
Un wagon.

Vildsvinet a quatre wagons individuels. Les passagers sont placés à quatre sur deux rangs pour un total de huit passagers par wagon.